# Slavko Bralić
Slavko Bralić (Split, 15. prosinca 1992.) hrvatski je nogometaš koji igra na poziciji braniča. Trenutačno igra za Sarajevo.